# Kazimierz Świrydowicz
Kazimierz Świrydowicz (ur. 4 marca 1951) – polski logik i filozof.

## Życiorys
W 1973 obronił pracę magisterską Możliwości zastosowania logiki deontycznej we wnioskowaniach prawniczych na Wydziale Prawa Uniwersytet im. Adama Mickiewicza w Poznaniu w Poznaniu (UAM). w 1977 na tej samej uczelni obronił dysertację doktorską pt. Analiza logiczna norm kompetencyjnych i innych norm stwarzających stosunki prawne. W 1997 uzyskał stopień doktora habilitowanego filozofii na podstawie pracy Logiczne teorie obowiązku warunkowego na Wydziale Nauk Społecznych w Poznaniu, zaś w 2000 obronił pracę doktorską Struktura kraty rozszerzeń logiki relewantnej R na Wydziale Matematyki i Informatyki tej uczelni.
Jest profesorem nadzwyczajnym na Wydziale Matematyki i Informatyki UAM oraz profesorem nadzwyczajnym w Akademii Sztuk Pięknych w Poznaniu.
Jest współzałożycielem Polskiego Towarzystwa Logiki i Filozofii Nauki. W latach 1993–1999 był sekretarzem zarządu tego towarzystwa. Od 2000 jest członkiem rady tego towarzystwa.
Jego zainteresowania naukowe koncentrują się wokół logiki matematycznej i jej zastosowań. Autor polskiego podręcznika logiki modalnej; napisał aneks do popularnego podręcznika logiki – Logika praktyczna Zygmunta Ziembińskiego.
W wyborach parlamentarnych w 1997 bez powodzenia ubiegał się o mandat poselski z listy Akcji Wyborczej Solidarność w województwie poznańskim (otrzymał 1363 głosy).

## Książki
- Analiza logiczna kompetencji normodawczej, PWN, Poznań 1981
- Logiczne teorie obowiązku warunkowego, Wydawnictwo Naukowe UAM, Poznań 1996
- Podstawy logiki modalnej, Wydawnictwo Naukowe UAM, Poznań 2004
- Wstęp do teorii mnogości, Wydawnictwo Naukowe UAM, Poznań 2005 (współautor R. Murawski)
- Podstawy logiki i teorii mnogości, Wydawnictwo Naukowe UAM, Poznań 2006 (współautor R. Murawsk)
- Uniwersytet im. Adama Mickiewicza w oczach służb specjalnych PRL. Wybór źródeł, Wydawnictwo Naukowe UAM, Poznań 2011